# Renault Espace
Renault Espace je velké MPV, které vyrábí francouzská automobilka Renault od roku 1984. První 3 generace vyráběla dceřiná společnost Matra. Espace je označován za první evropské MPV a stalo se tak legendárním a mnohdy i kultovním vozidlem.

## První generace (1984–1991)
Renault svým modelem Espace přinesl do Evropy revoluci v podobě velkoprostorového osobního vozidla. První generace se za sedm let stala mezi zákazníky úspěšným vozem a protože ve své době Espace neměl příliš přímých konkurentů, stal se tak velmi populárním. V roce 1988 prošel modernizací. Výraznou změnou prošel interiér.

## Druhá generace (1991–1997)

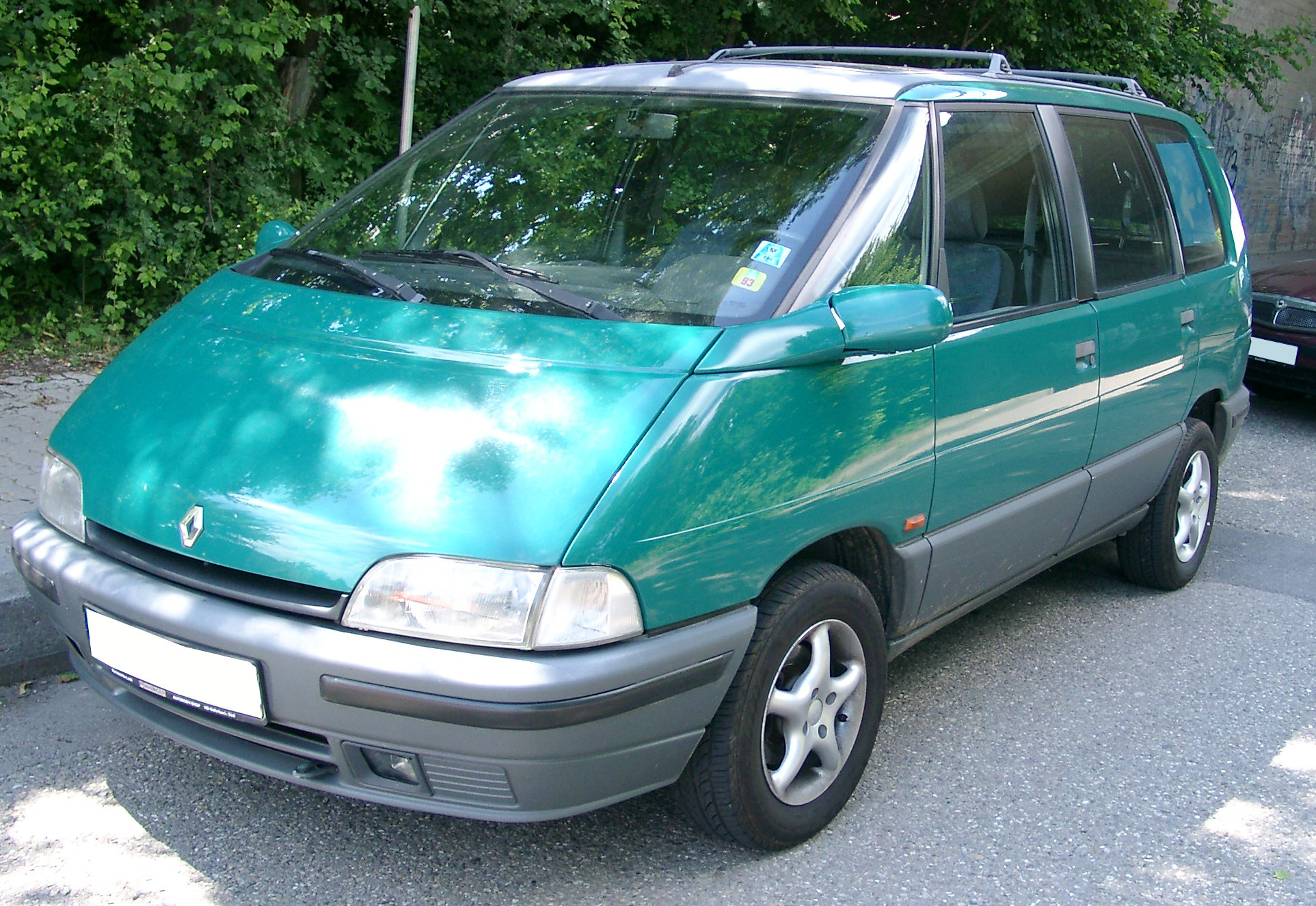
druhá generace

Vyráběla se v letech 1991 až 1997. Design automobilu byl sjednocen s ostatními modely Renault. Základní tvary zůstaly zachovány.

### Espace F1
Výstavní showcar postavený k výročí 10leté výroby modelu Espace a oslavě úspěchů Renaultu ve formuli 1. Zrychlení z nuly na 200 km/h bylo 6,9 sekund.

## Třetí generace

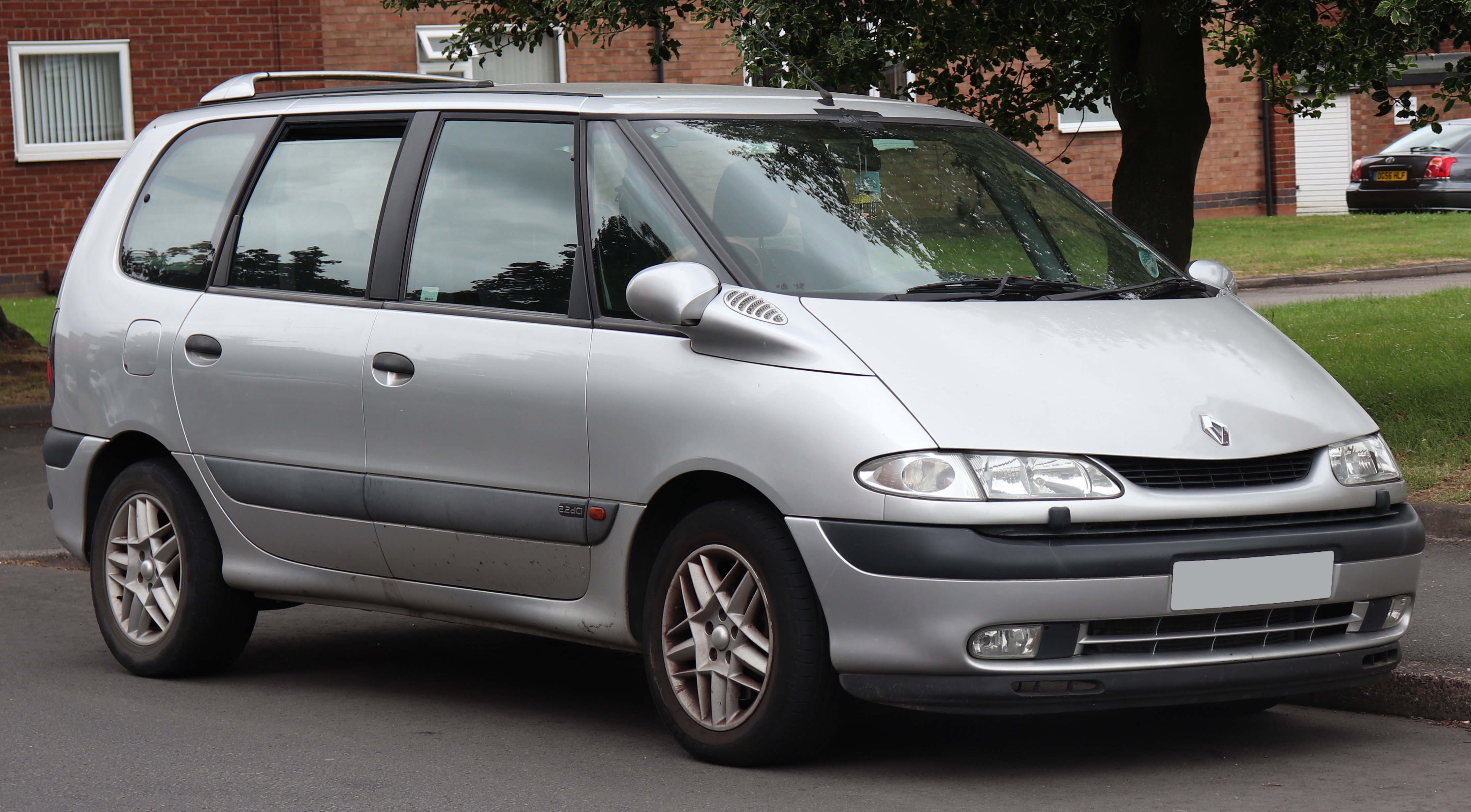
třetí generace

Byla poslední, kterou vyráběla automobilka Matra. Vyráběla se od roku 1997 do roku 2003. Interiér byl ceněn jako velice moderní. Například tachometr byl umístěn uprostřed. Hodně automobilů této generace je využíváno jako vozidla taxislužby v malajsijském Kuala Lumpuru. Vyráběla se i o 272 mm delší varianta Grand Espace. Vnější panely karoserie byly převážně z plastu.

### Motory

#### zážehové řadové čtyřválce
- 2,0i 8V (83,5 kW)
- 2,0 16V (103 kW)

#### zážehové vidlicové šestiválce
- 3.0i 12V (123 kW)
- 3,0i 24V (140 kW)

#### vznětové řadové čtyřválce
- 1,9 dTi (72 kW)
- 2,2, dT (83 kW)
- 2.2 dCi 16V (95 kW)

### Rozměry
- délka – 4517 mm
- šířka – 1810 mm
- výška – 1690 mm
- rozvor – 2702 nebo 2874 mm (Grand Espace)

## Čtvrtá generace (2002–2014)

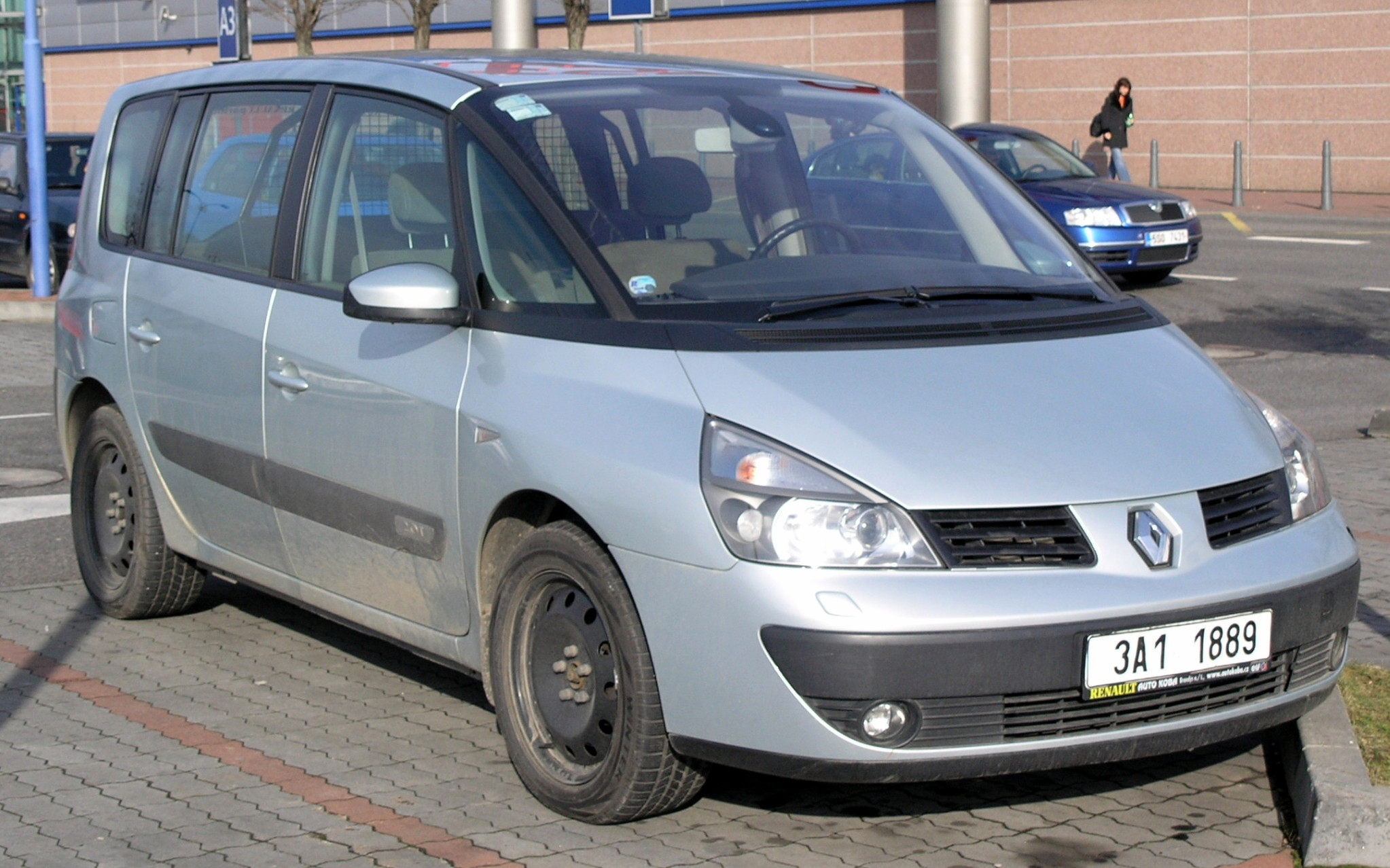
čtvrtá generace

Vyráběla se od roku 2002 po dlouhých dvanáct let. Design byl radikálně změněn v duchu modelů Avantime, Vel Satis a druhé generace Mégane. Tento model již není produkován automobilkou Matra. Současně se ozývají od některých zákazníků připomínky o snížené trvanlivosti a celkovém zpracování vozu oproti předchozí generaci tohoto vozu. Před koncem výroby ještě proběhl facelift přední masky shodující se s ostatními modely v podobě zdůrazněného velkého loga značky. Stejně jako u předchozí generace se vyráběla o 200 mm delší varianta Grand Espace.

### Motory

#### zážehové řadové čtyřválce
- 2,0 (100 kW)
- 2,0 Turbo (120 kW)
- 2,0 Turbo (125 kW)

#### zážehové vidlicové šestiválce
- 3,5 V6 (177 kW)

#### vznětové řadové čtyřválce
- 1,9 dCi (85 kW)
- 1,9 dCi (88 kW)
- 2,0 dCi (96 kW)
- 2,0 dCi (110 kW)
- 2,0 dCi (127 kW)
- 2,2 dCi (102 kW)
- 2,2 dCi (110 kW)

#### vznětové vidlicové šestiválce
- 3,0 dCi (130 kW)
- 3,0 dCi (133 kW)

### Rozměry
- délka – 4661 mm (4861 mm verze Grand)
- šířka – 1894 mm
- výška – 1728 (1746 mm verze Grand)
- rozvor – 2803 (2869 mm verze Grand)

## Pátá generace (2015 – 2023)

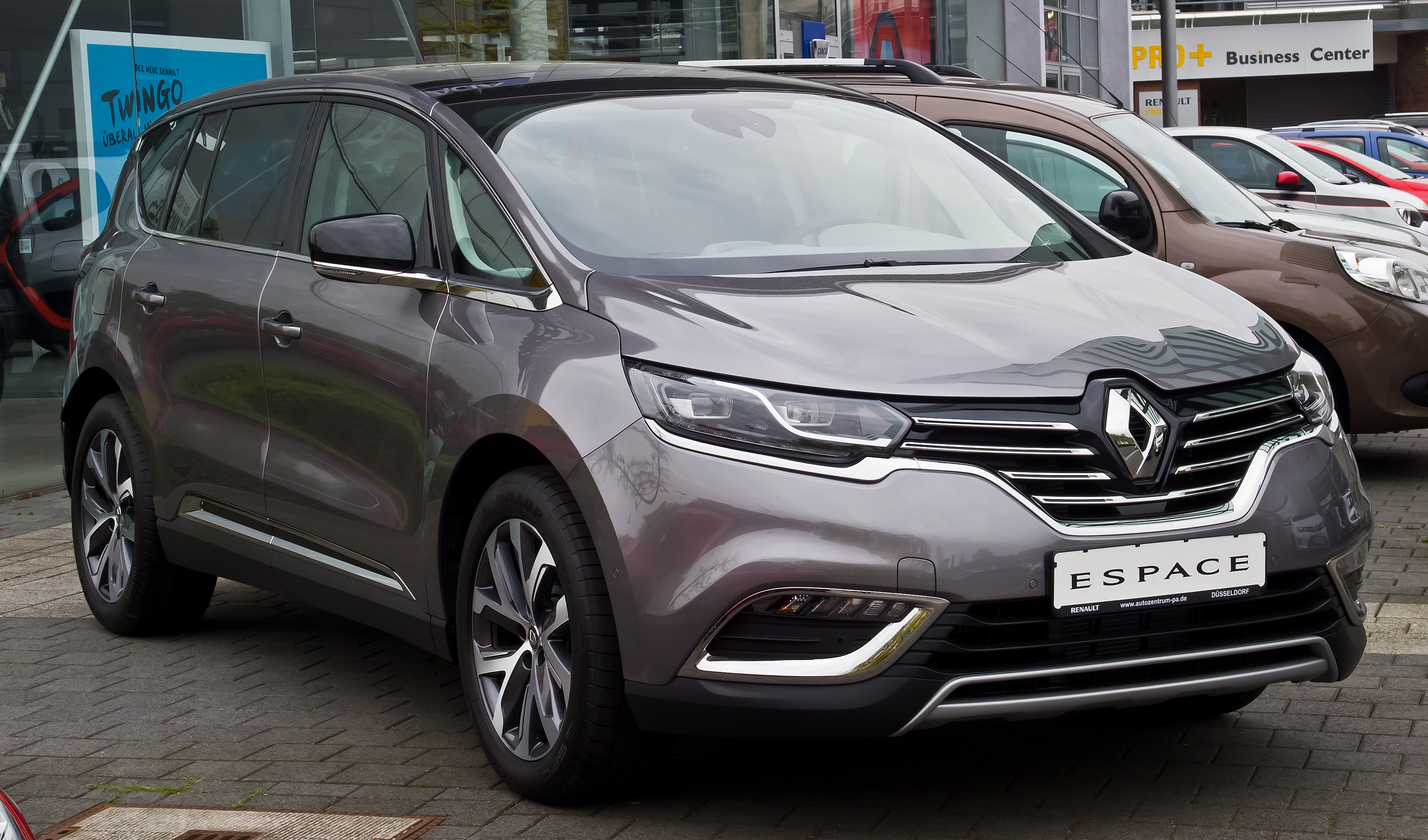
Pátá generace

Křivky páté generace modelu Espace se poprvé objevily na podzim roku 2013 během představení konceptu Initiale Paris na autosalonu ve Frankfurtu. Oficiální představení však proběhlo až o rok později na domácím pařížském autosalonu. Samotná výroba má započít začátkem roku 2015 a v ČR se dostane do prodeje v květnu. Nový model se nese v duchu doby a tak se od klasického MPV snaží více přibližovat stále více populárnějším crossoverům. V základu bude nabízeno LED osvětlení, prosklená střecha nad řidičem a 18" kola a to za cenu pod osm set tisíc korun.[zdroj⁠?!]

## Espace VI (2023)
V roce 2023 má převzít Espace VI nový model, kterým je 7místný Austral..